# Pink Friday 2
Pink Friday 2 é o quinto álbum de estúdio da rapper norte-americana Nicki Minaj, lançado em 8 de dezembro de 2023, pela Young Money Entertainment, Cash Money Inc. Records e Republic Records. Uma sequência do álbum de estreia de Minaj, Pink Friday (2010), é seu primeiro álbum de estúdio em cinco anos após o lançamento de seu quarto álbum de estúdio, Queen (2018). O álbum é focado no Hip hop e Pop-rap e tem influências de outros gêneros também. As colaborações do álbum inclui J. Cole, Drake (músico), Lil Wayne, Future (rapper), Lil Uzi Vert, 50 Cent, Monica (cantora), Keyshia Cole, e vários outros. 
No lançamento, Pink Friday 2 estreou no primeiro lugar do chart músical americano Billboard 200, quebrando vários recordes fazendo de Minaj a primeira rapper feminina na história a ter três álbuns em #1. Ganhou 228,000 unidades (equivalente) em sua primeira semana, com 92,000 vindo de vendas puras do álbum, e marcou a maior venda de vinil em uma semana por uma rapper feminina na história. Internacionalmente, o álbum chegou ao top 10 na Austrália, Canadá, Irlanda, Países Baixos, Nova Zelândia, Noruega, Suíça, e o Reino Unido. O álbum recebeu avaliações positivas dos críticos, os quais elogiaram a inovação e consistência de Minaj. Pink Friday 2 usa samples de faixas de Billie Eilish, Cyndi Lauper, Rick James, dentre outros.
O Pink Friday 2 foi apoiado por cinco singles, "Super Freaky Girl, "Red Ruby Da Sleeze", "Last Time I Saw You", "Everybody " com participação de Lil Uzi Vert, "FTCU". O, já certificado platina, single principal "Super Freaky Girl" marcou o primeiro número um de Minaj na Billboard Hot 100, enquanto todos os singles chegaram ao top 25. Para promover o álbum, Minaj embarcou na Pink Friday 2 World Tour em Março de 2024.

## Antecedentes
Em Junho de 2019, Nicki Minaj mencionou no The Tonight Show Starring Jimmy Fallon que ela começou a trabalhar em um novo álbum sem data oficial de lançamento na época e pontuou que ainda não havia um título.  Em Setembro, Minaj  anunciou sua aposentadoria do hip hop; todavia, ela desfez o anúncio e se desculpou pela sua mensagem. Naquele mesmo mês, em uma entrevista para Elle, Minaj afirmou que seu álbum seria, "intenso e divertido" e falou sobre o som final do álbum. 
É provavelmente o mais excitada que eu já estive devido o lançamento de um álbum em muito tempo. Eu estou feliz que nós não estamos fazendo meus fãs esperarem em um outro álbum como eu fiz no passado. Esse incorpora todas as coisas que as pessoas amam sobre a Nicki, mas também tem um som bem maior, então é perfeito com a coleção. 
Um ano depois em 29 de Junho de 2020, Minaj tuitou, "PF2" e "MEMORIES", quais vieram a ser revelado como iniciais do álbum e de uma música. Em maio de 2023, ela instou que o álbum "é a melhor coisa que vai sair em 2023 e irá aumentar as metas para algo novo e inalcançável", e conforme a turnê ocorre "será saudada como 'Genial'. É isso e isso é tudo."

## Desenvolvimento e lançamento
Em julho de 2022, Minaj divulgou a amostra de uma canção do álbum originalmente intitulada "Freaky Girl" na sua rede social. Ela lançou o carro-chefe "Super Freaky Girl" um mês depois, estreando no topo da Hot 100 se tornando o terceiro single #1 da Nicki no gráfico. A faixa provou ser o maior hit solo de Minaj, permanecendo 11 semanas dentro do tp 10 da Hot 100, 10 dos quais foram consecutivos. Quase um ano depois, em março de 2023, ela lançou o segundo single "Red Ruby Da Sleeze". Em 5 de junho, Minaj inicialmente anunciou o lançamento do álbum para 20 de outubro. No dia 29 de junho, a rapper anunciou oficialmente que o álbum seria intitulado "Pink Friday 2", e que a data seria adiada para 17 de novembro.
Em Setembro, ela lançou o terceiro single "Last Time I Saw You" e apresentou uma faixa ainda não lançada intitulada "Big Difference" durante sua performance no MTV Video Music Awards de 2023. Em 25 de outubro, Minaj revelou que a data de lançaento do álbum havia sido adiada para o dia do seu aniversário em 8 de dezembro de 2023.
Em novembro, como parte de uma semana de surpresas que encaminhava para o lançamento do álbum, Minaj mostrou uma surpresa que ela e seuus fãs igualmente estavam esperando por muito tempo, fazendo com que os fãs dela colocassem "#TellUsNicki" no topo dos trendings top do Twitter. No dia seguinte foi revelado que ela seria capa para a edição de  Dezembro de 2023 da Vogue (revista), na qual ela falou sobre gravar o seu novo álbum para o qual "tinha escrito do ponto de vantagem da mulher que conseguiu tantas coisas das quais ela sonhou". Minaj  seguidamente tornou-se a primeira rapper feminina a aparecer numa capa solo dea Vogue Americana.
Pink Friday 2 foi lançado em 8 de dezembro de 2023 e disponibilizado para download digital e streaming no formato álbum de 22 faixas. O álbum também foi disponibilizado em diversas versões físicas, nas quais consistiam em quatro edições de vinil e dois CDs variados (padrão e autografado). A versões físicas incluiam somente 10 faixas. Em 14 de dezembro, a edição de luxo intitulada "Gag City Deluxe Edition" foi lançada através do site de Minaj e disponibilizado para as plataformas de streaming um dias depois. Em 13 de janeiro de 2024, outra versão, etiquetada de "Gag City Puto Edition", também foi lançada.

## Título e Capa
O título do álbum foi descrito como um chamado de volta para o Pink Friday (2010), de Minaj, também confirmando ser uma sequência. Minaj compartilhou uma das duas capas oficiais para o álbum em Setembro de 2023, mostrando a rapper em um vestido todo branco da Vetements, encenando viajar em um metrô flutuante sem teto sobre nuvens rosas. Em 6 de outubro, compartilhou a segunda capa, no qual apresenta a rapper em um vestido todo rosa.
Nas semanas seguintes ao lançamento, Minaj compartilhou quatro capas adicinais para vinil e lançamento digital, todos fotografados pelo fotografo britânico Charlotte Rutherford.

## Composição
O álbum abre com "Are You Gone Already" que contém samples de "When teh Party's Over" da Billie Eilish. Na canção Minaj rima sobre a morte do seu pai e "amor, perda, culpa e medo". Seguida por "Barbie Dangerous" que contém uma interpolação de "Notorious Thug" do Notorious B.I.G. Billboard descreveu a canção como um "exercício lírico para a lenda do rap enquanto ela suspira através da produção hollywoodiana de Cole". "FTCU" samplea uma faixa de Wacka Flocka Flame e foi considerada uma exceção do álbum. Na sequência, "Beep Beep" e "Falling 4 U" ambas empoderadas devido seu refrão grudento. "Let Me Calm Down" com participação do J. Cole explora a "complexidade dos relacionamentos adulto".
"RNB" conta com Minaj se reunindo com seu mentor, Lil Wayne, e o cantor Tate Kobang. A canção R&B é um acrônimo. "Pink Birthday" descrito como um "novo hino de aniversário" enquanto "Needle" com participação do Drake foi chamada de "hino com vibes da ilha". Minaj revelou que a canção originalmente era para o álbum do Drake For All The Dogs. Na sequência canções inspiradas no pop, "Cowgirl" partcipação Lourdiz e "Everybody" participação Lil Uzi Vert. Minaj revelou que Doja Cat estava originalmente presente na faixa. O já citado sample de "Move Your Feet" de Junior Senior. "Big Difference e "Red Ruby Da Sleeze" ambas lançadas antes do lançamento do álbum, presenciaram Minaj impulsionar sua carreira na indústria da música. "Foward from Trini" mostra Minaj anunciando "o orgulho caribenho enquanto se conecta às raízes de Trinidade". As próximas faixas, "Pinkk Friday Girls" e "Super Freaky Girl" samplearam canções de alto perfil incluindo "Girls Just Wanna Have Fun" da Cyndi Lauper e "Super Freak" do Rick James. Seguimos com "Bahm Bahm", "My Life" e "Nicki Hendrix" participação Future com a segunda faixa tendo por sample "Heart of Glass" da Blondie.
"Blessings" com participação da cantora gospel Tasha Cobb Leonard com Minaj rimando sobre"dar glórias à Deus". "Last Time I Saw You" comparado com "Come See About Me" faixa do quarto álbum da rapper, Queen (2018).
A edição "Gag City Deluxe" do álbum contém um remix de "Beep Beep" com 50 Cent e uma nova faixa intitulada "Love Me Enough" com Monica e Keyshia Cole. A edição "Gag City Pluto" contém "Press Play" com Future

## Lançamento e promoção
O lançamento e a promoção do Pink Friday 2 foram estrategicamente planejados para criar um grande impacto. O álbum foi lançado com uma grande campanha de marketing, incluindo teasers nas redes sociais, entrevistas em programas de rádio e televisão, além de performances ao vivo.
Além disso, Nicki Minaj fez uma turnê promocional, visitando cidades e participando de eventos para interagir com os fãs e promover o álbum. Ela também lançou videoclipes para várias faixas do álbum, aumentando a visibilidade e o alcance das músicas.
A estratégia de lançamento e promoção do Pink Friday 2 foi eficaz e contribuiu para o sucesso do álbum, que foi amplamente reconhecido e apreciado pelo público.

## Recepção crítica
“O ‘Pink Friday 2’, quinto álbum da incendiária Nicki Minaj, tenta equilibrar as expectativas ligadas ao nome, fazendo referência ao seu antecessor inovador de 2010, com o espírito de constante reinvenção e persona confrontadora de Minaj”, analisou a Rolling Stone.
O álbum chegou quebrando o recorde de mais streams em um dia por uma artista feminina de hip/hop, com cerca de 28.2 milhões de reproduções no Spotify.

Além disso, no Metacritic, que reúne críticas de vários especialistas e faz uma média, o álbum chegou com pontuação 70/100, baseado em 12 críticas.